# Limacus
Limacus är ett släkte av snäckor som beskrevs av Lehmann 1864. Limacus ingår i familjen kölsniglar.
Släktet innehåller bara arten Limacus flavus.